# Senecio keniensis
Senecio keniensis là một loài thực vật có hoa trong họ Cúc. Loài này được Baker f. miêu tả khoa học đầu tiên năm 1894.